# Dardo (malacologia)

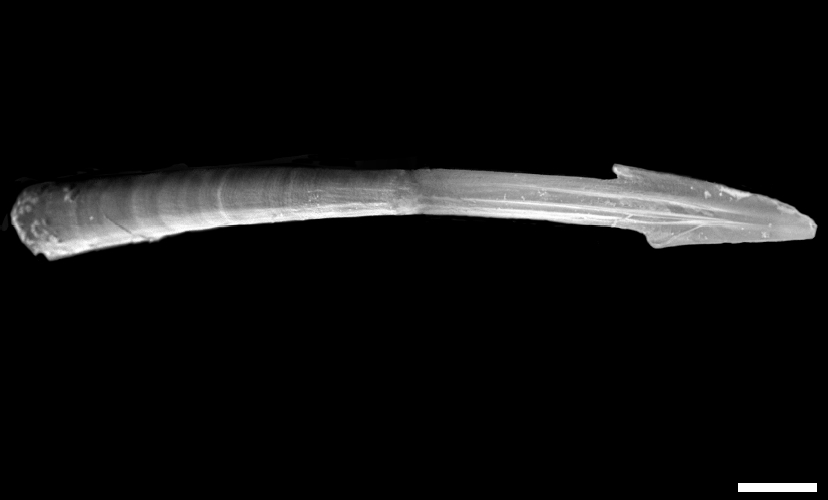
Immagine SEM di un dardo di Monachoides vicinus.
Il segmento bianco in basso a destra rappresenta una lunghezza di 500 µm (0,5 mm).

In malacologia il dardo o gipsobelo (in latino telum amoris o gypsobelum) è uno stiletto calcareo o chitinoso, presente in molte specie di molluschi gasteropodi terrestri, che subito prima dell'accoppiamento viene scagliato e infisso nelle carni del partner.

## Evoluzione

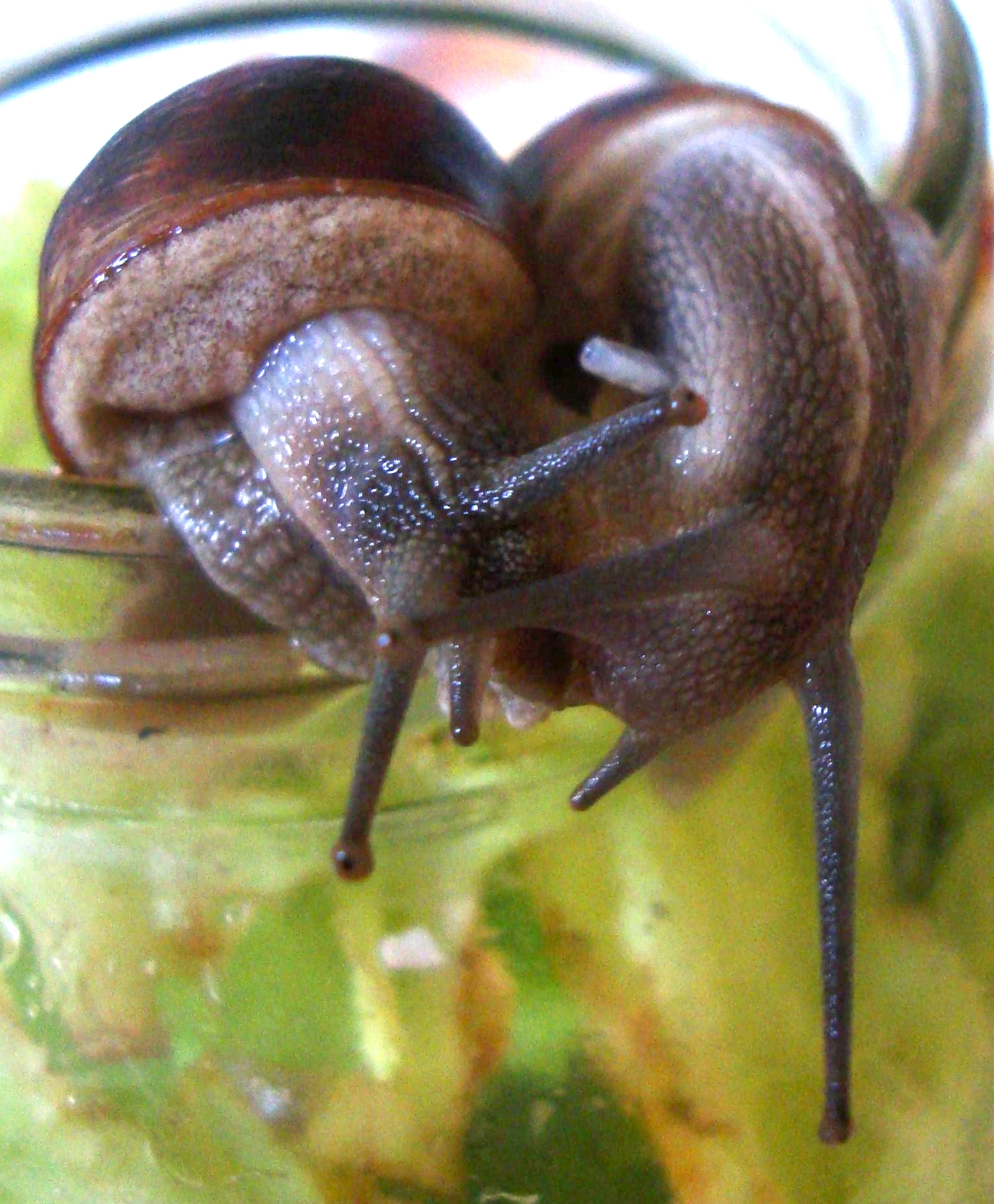
Coppia di Cornu aspersum in fase di corteggiamento, una di esse con un dardo

La presenza di dardi in differenti superfamiglie dell'ordine Stylommatophora fa ritenere che si tratti di un carattere anatomico comparso precocemente nella storia evolutiva degli Eupulmonata, già presente nel progenitore comune degli Stylommatophora. Il carattere potrebbe essersi perduto secondariamente nelle specie che ne sono sprovviste e in talune specie (p.es Sagdidae spp.) persiste alla stadio vestigiale.

## Funzione
Il significato funzionale di tale formazione anatomica non è ancora del tutto chiaro.
In passato si riteneva che i dardi avessero una non meglio precisata funzione "stimolante" durante l'accoppiamento.
Studi recenti, condotti su chiocciole della specie Cornu aspersum, hanno dimostrato che un rilascio efficace del dardo si associa con un maggiore successo riproduttivo. Osservazioni ulteriori puntano l'attenzione su sostanze mucose associate al dardo, rivelatesi in grado di stimolare la recettività agli spermatozoi.

## Morfologia
La morfologia del dardo varia da specie a specie. Per esempio, due specie di elicidi molto somiglianti quali Cepaea hortensis e Cepaea nemoralis si possono talora distinguere solo in base alla differente forma dei dardi.

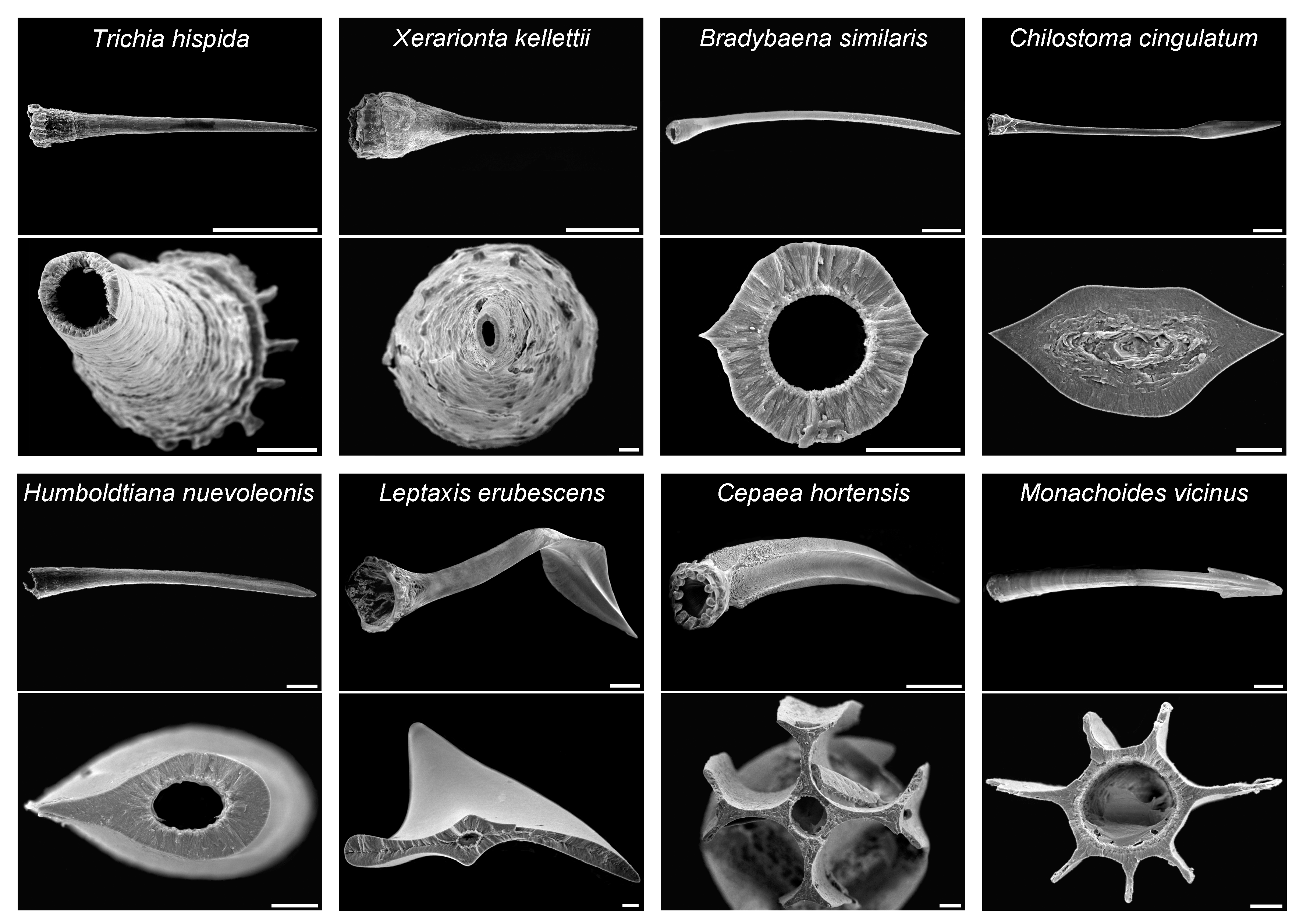
Immagini al microscopio elettronico (sezioni longitudinali e trasverse) dei dardi di differenti specie

Esiste un'ampia variabilità di forme, tutte grossolanamente ad ago o ad arpione, con sezione tondeggiante, ellittica o stellata. La lunghezza varia dai circa 30 mm delle specie più grandi a 1 mm delle specie più piccole. La maggior parte di essi comunque sono inferiori ai 5 mm.

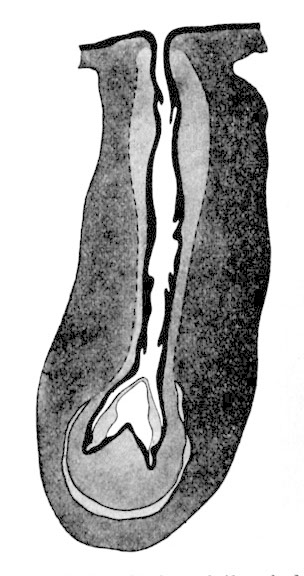
Sezione trasversa dello stiloforo di Helix pomatia

I dardi sono prodotti e conservati in una struttura anatomica muscolare nota come stiloforo o sacco del dardo (noto anche come bursa telae). La esatta posizione dello stiloforo varia da specie a specie, mantenendosi in contiguità del pene e della vagina, nei pressi del poro genitale.
La maggior parte delle specie ha soltanto uno stiloforo, ma alcune specie possono averne molteplici.
Il sarcobelum presente in alcune specie della superfamiglia Limacoidea (p.es Deroceras reticulatum) deriverebbe dalla involuzione dello stiloforo, di cui manterrebbe la funzione relativamente alla secrezione di sostanze mucose in grado di aumentare il successo riproduttivo.

## Composizione

### Dardi calcarei
Sono costituiti in gran parte di carbonato di calcio, secreto da un organo specializzato presente nel sistema riproduttivo.
I dardi calcarei sono tipici di alcune famiglie di gasteropodi polmonati dell'ordine Stylommatophora. La maggior parte di esse appartengono alla superfamiglia Helicoidea: Camaenidae, Cepolidae, Geomitridae, Helicidae, Hygromiidae e Xanthonychidae.
Si trovano anche in alcune specie di Zonitidae (superfamiglia Zonitoidea) e di Philomycidae (Arionoidea).
Dardi a basso contenuto di calcio si trovano anche tra gli Urocyclidae (Helicarionoidea).

### Dardi chitinosi
Dardi costituiti essenzialmente da chitina si osservano tra i gasteropodi terrestri della famiglia Ariophantidae (superfamiglia Helicarionoidea), tra gli Helicarionidae (Helicarionoidea), tra i Vitrinidae (Limacoidea) e tra i Parmacellidae (Parmacelloidea).
Dardi chitinosi si possono osservare anche tra i Systellommatophora, nella famiglia Onchidiidae (Onchidioidea).

### Dardi cartilaginei
Dardi costituiti da cartilagine sono descritti nella famiglia Gastrodontidae.

## Variabilità interspecifica
Le seguenti tabelle mostrano numerosi esempi della ampia variabilità di forme dei dardi nelle diverse famiglie. Non tutte le famiglie e le specie sono rappresentate. Le immagini rappresentano la sezione trasversa e la vista laterale.
 Camaenidae 
| Morfologia del dardo | Specie               |
| -------------------- | -------------------- |
|                      | Aegista vulgivaga    |
|                      | Bradybaena similaris |
|                      | Euhadra amaliae      |
|                      | Euhadra quaesita     |
|                      | Euhadra sandai       |
|                      | Fruticicola fruticum |

 Cepolidae 
| Morfologia del dardo | Specie         |
| -------------------- | -------------- |
|                      | Polymita picta |

 Geomitridae 
| Morfologia del dardo | Specie               |
| -------------------- | -------------------- |
|                      | Cernuella cisalpina  |
|                      | Cernuella hydruntina |
|                      | Cernuella virgata    |
|                      | Helicella itala      |

 Helicidae 
| Morfologia del dardo | Specie                 |
| -------------------- | ---------------------- |
|                      | Arianta arbustorum     |
|                      | Cantareus apertus      |
|                      | Cepaea hortensis       |
|                      | Cepaea nemoralis       |
|                      | Chilostoma cingulatum  |
|                      | Chilostoma glaciale    |
|                      | Chilostoma planospira  |
|                      | Cornu aspersum         |
|                      | Eobania vermiculata    |
|                      | Helicigona lapicida    |
|                      | Helix lucorum          |
|                      | Helix pomatia          |
|                      | Leptaxis erubescens    |
|                      | Marmorana scabriuscula |
|                      | Marmorana serpentina   |
|                      | Otala lactea           |
|                      | Theba pisana           |

 Hygromiidae 
| Morfologia del dardo | Specie                   |
| -------------------- | ------------------------ |
|                      | Hygromia cinctella       |
|                      | Monachoides incarnatus   |
|                      | Monachoides vicinus      |
|                      | Perforatella bidentata   |
|                      | Pseudotrichia rubiginosa |
|                      | Trochulus hispidus       |
|                      | Trochulus striolatus     |
|                      | Xeromunda durieui        |
|                      | Xerosecta cespitum       |
|                      | Xerotricha conspurcata   |

 Xanthonychidae 
| Morfologia del dardo | Specie                      |
| -------------------- | --------------------------- |
|                      | Helminthoglypta nickliniana |
|                      | Helminthoglypta tudiculata  |
|                      | Humboldtiana nuevoleonis    |
|                      | Monadenia fidelis           |
|                      | Xerarionta kellettii        |

## Strutture simili in altri gasteropodi
I gasteropodi marini delle famiglie Terebridae, Turridae e Conidae sono dotati di un dardo o arpione velenoso, una struttura chitinosa differenziatasi da un dente della radula.
Questo arpione è usato per iniettare una tossina nelle potenziali prede, in genere vermi marini ma anche piccoli pesci.